# NGC 6084
NGC 6084 est une vaste galaxie spirale relativement éloignée, vue par la tranche et située dans la constellation d'Hercule. Sa vitesse par rapport au fond diffus cosmologique est de 9 154 ± 6 km/s, ce qui correspond à une distance de Hubble de 135,0 ± 9,5 Mpc (∼440 millions d'al). NGC 6084 a été découverte par l'astronome américain Lewis Swift en 1886.
La classe de luminosité de NGC 6084 est IV et elle présente une large raie HI. Selon la base de données Simbad, NGC 6084 est une galaxie LINER, c'est-à-dire une galaxie dont le noyau présente un spectre d'émission caractérisé par de larges raies d'atomes faiblement ionisés.
À ce quatre, cinq mesures non basées sur le décalage vers le rouge (redshift) donnent une distance de 153,050 ± 45,922 Mpc (∼499 millions d'al), ce qui est à l'intérieur des valeurs de la distance de Hubble. Notons cependant que c'est avec la valeur moyenne des mesures indépendantes, lorsqu'elles existent, que la base de données NASA/IPAC calcule le diamètre d'une galaxie et qu'en conséquence le diamètre de NGC 6084 pourrait être d'environ 48,8 kpc (∼159 000 al) si on utilisait la distance de Hubble pour le calculer.